# NGC 1156

NGC 1156

NGC 1156 هي مجرة غير منتظمة قزمه تقع في كوكبة الحمل من نوع ibm. وهي تعتبر من نوع مجرة حلزونية ماجلانية. المجرة لديها جوهر أكبر من المتوسط وتحتوي على مناطق غاز كونترا الدورية. ويعتقد أن التناوب المضاد هو نتيجة لتفاعلات المد مع مجرة أخرى غنية بالغاز بعض الوقت في الماضي. وقد اكتشف مسح أجيس بوجود مجرة مظلمة بالقرب من NGC 1156، واحدة من عدد قليل وجدت حتى الآن. وتحتوي على نواة H II.

## وصلات خارجية
- NGC 1156 على موقع ويكي سكاي: DSS2, SDSS, GALEX, IRAS, Hydrogen α, X-Ray, Astrophoto, Sky Map, Articles and images